# Recuay (tỉnh)
Tỉnh Recuay (tiếng Tây Ban Nha: Provincia de Recuay) là một tỉnh thuộc vùng Ancash của Peru. Tỉnh Recuay có diện tích 2304 km², dân số thời điểm theo điều tra dân số ngày 11 tháng 7 năm 1993 là 19234 người. Tỉnh lỵ đóng ở Recuay.